# Majed Qasheesh
Majed bin Mohammed bin Ali Qasheesh (arabisch ماجد بن محمد بن علي قشيش, DMG Māǧid b. Muḥammad b. ʿAlī Qašīš; * 4. Dezember 2001 in Riad) ist ein saudi-arabischer Fußballspieler.

## Karriere

### Verein
Der aus der Jugend von al-Nasr entstammende Qasheesh ging zur Saison 2021/22 aus der U19 fix in die erste Mannschaft des Klubs über. Seinen ersten Einsatz in der Saudi Professional League hatte er erst am 9. Februar 2023 bei einem 4:0-Sieg über al-Wehda, als er in der 76. Minute für Ghislain Konan eingewechselt wurde. Im weiteren Verlauf der Saison folgten weitere vier Einsätze.
Zur Saison 2023/24 wurde er ligaintern an al-Hazem verliehen, wo er im Saisonverlauf zu den Stammspielern gehörte und zwei Torvorlagen beisteuern konnte. Nach dem Ende der Leihe bekam er in der darauffolgenden Saison bei al-Nasr häufiger Einsätze und kam im Februar 2025 zu seinem Debüt in der Champions League.

### Nationalmannschaft
Im September 2024 kam er in einem Freundschaftsspiel zu seinem Debüt für die saudi-arabische U23.